# U2 360° Tour
U2 360° Tour – trasa koncertowa irlandzkiego zespołu rockowego U2 promująca album No Line on the Horizon z 2009 roku.
Trasa zaczęła się 30 czerwca koncertem w Barcelonie. Pierwsza część trasy zakończyła się 28 października koncertem w Vancouver (Kanada), odwiedzając kolejno: Hiszpanię, Włochy, Francję, Niemcy, Holandię, Irlandię, Szwecję, Polskę, Chorwację, Anglię, Szkocję, Walię, Stany Zjednoczone i Kanadę. Druga, trwająca część trasy znów obejmuje Europę (Włochy, Danię, Niemcy, Finlandię, Rosję, Austrię, Grecję, Turcję, Szwajcarię, Francję, Belgię, Hiszpanię, i Portugalię) oraz Australię i Nową Zelandię. Zaczęła się 6 sierpnia 2010 w Turynie (Włochy), a zakończy 18 grudnia tego samego roku w Perth (Australia). Ostatnia część trasy zawita ponownie do USA i Kanady, są to koncerty, które zostały przeniesione z 2010 roku. Rozpoczęcie tej części jest zaplanowane na 21 maja 2011 w Denver, a zakończenie 23 lipca 2011 w Minneapolis.
10 kwietnia 2011 roku trasa 360° Tour stała się najbardziej dochodowym tego typu przedsięwzięciem w historii muzyki przynosząc zyski w kwocie 560 milionów dolarów. Ostatecznie zaś przychody z trasy wyniosły 736 421 586 dolarów.

## Pierwsza część trasy

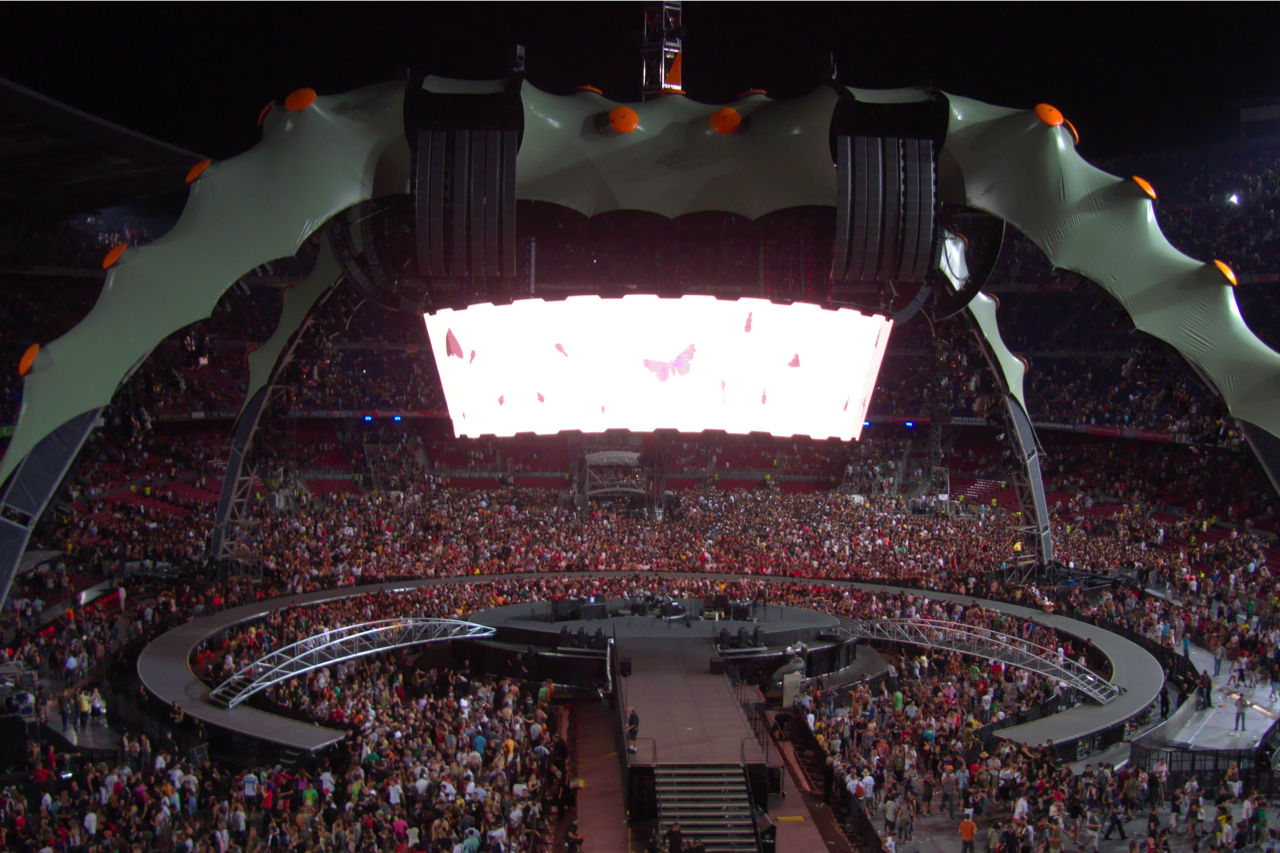
Scena podczas koncertu w Barcelonie

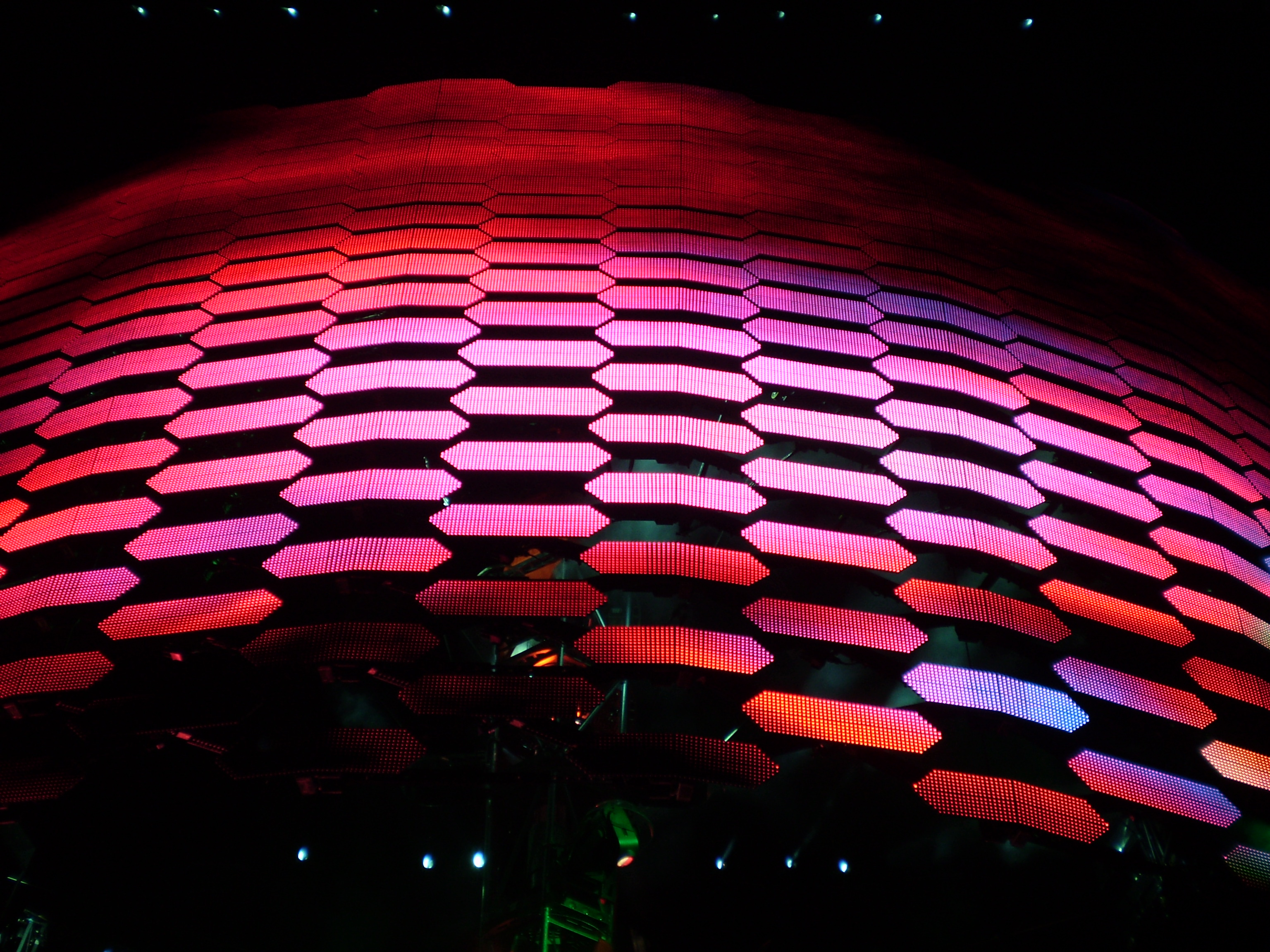
Fotografia przedstawiająca fragment okrągłego ekranu podczas utworu The Unforgettable Fire

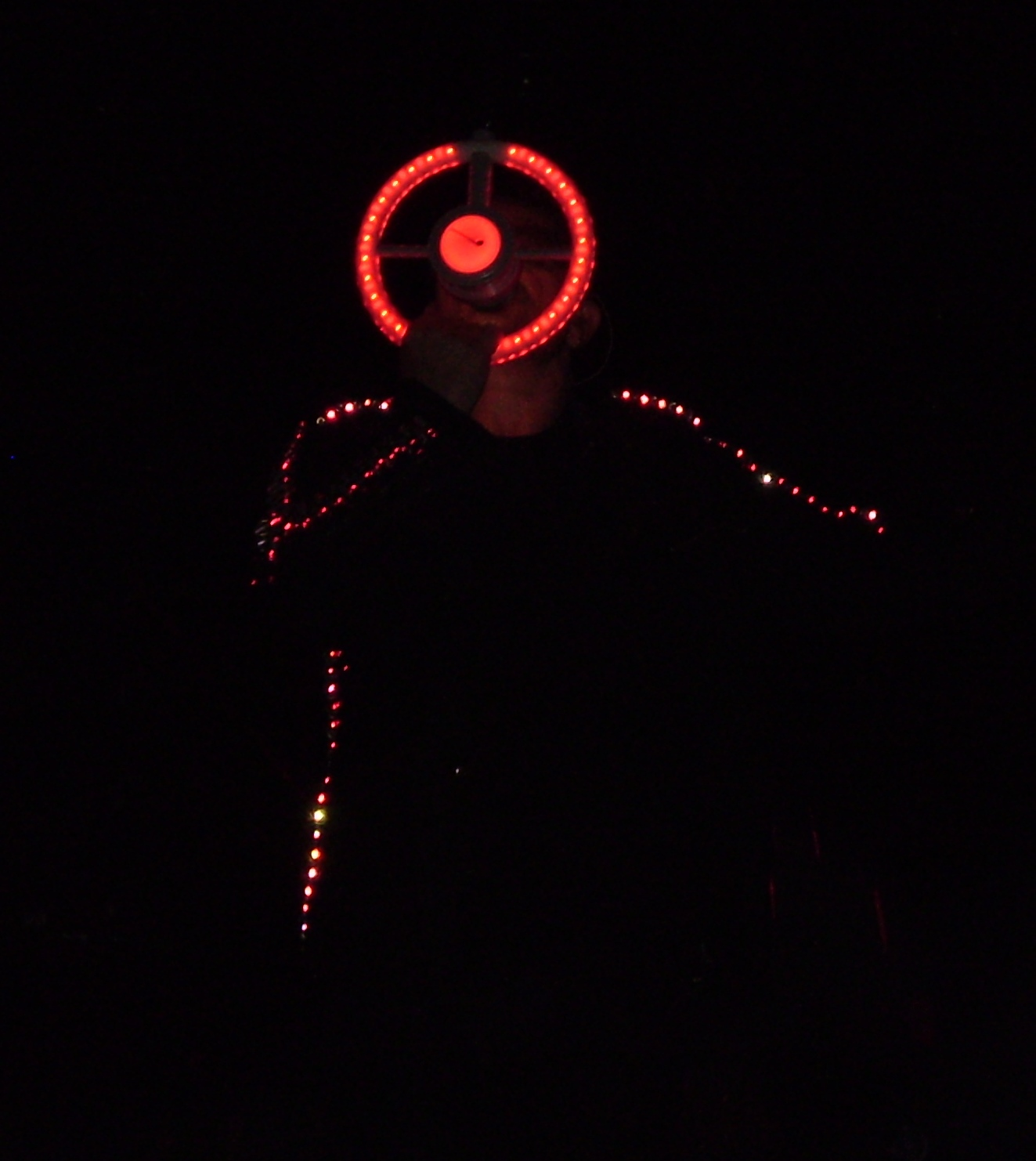
Bono podczas wykonania piosenki Ultraviolet (Light My Way) w Toronto

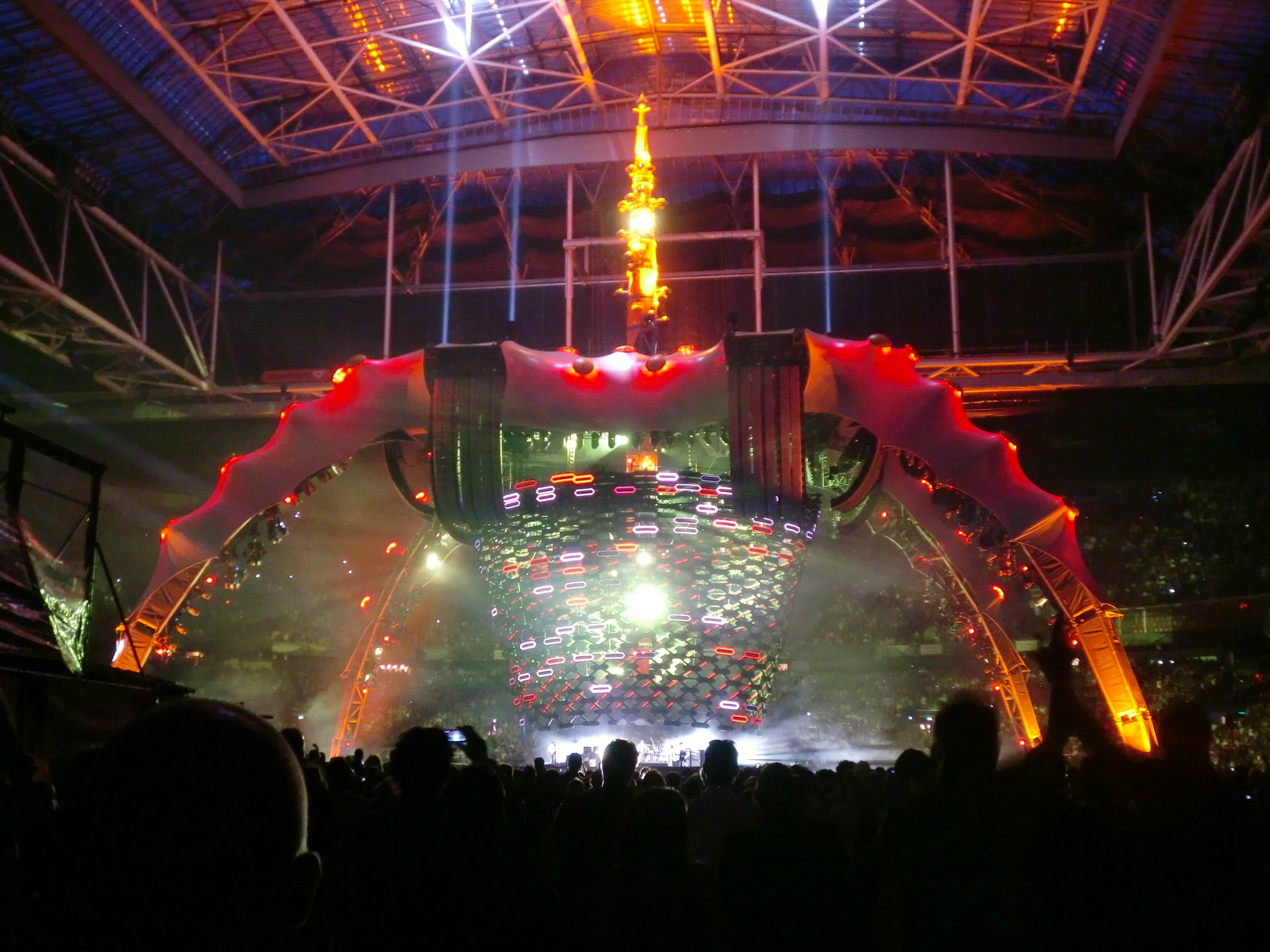
Wykonanie piosenki City of Blinding Lights w Amsterdamie

| Data koncertu        | Stadion                         | Support                          | Miasto          | Kraj                     |
| -------------------- | ------------------------------- | -------------------------------- | --------------- | ------------------------ |
| 30 czerwca 2009      | Camp Nou                        | Snow Patrol                      | Barcelona       | Hiszpania                |
| 2 lipca 2009         | Camp Nou                        | Snow Patrol                      | Barcelona       | Hiszpania                |
| 7 lipca 2009         | San Siro                        | Snow Patrol                      | Mediolan        | Włochy                   |
| 8 lipca 2009         | San Siro                        | Snow Patrol                      | Mediolan        | Włochy                   |
| 11 lipca 2009        | Stade de France                 | Kaiser Chiefs                    | Paryż           | Francja                  |
| 12 lipca 2009        | Stade de France                 | Kaiser Chiefs                    | Paryż           | Francja                  |
| 15 lipca 2009        | Parc des Sports Charles Ehrmann | Snow Patrol                      | Nicea           | Francja                  |
| 18 lipca 2009        | Stadion Olimpijski w Berlinie   | Snow Patrol                      | Berlin          | Niemcy                   |
| 20 lipca 2009        | Amsterdam ArenA                 | Snow Patrol                      | Amsterdam       | Holandia                 |
| 21 lipca 2009        | Amsterdam ArenA                 | Snow Patrol                      | Amsterdam       | Holandia                 |
| 24 lipca 2009        | Croke Park                      | Glasvegas, Damien Dempsey        | Dublin          | Irlandia                 |
| 25 lipca 2009        | Croke Park                      | Kaiser Chiefs, Republic of Loose | Dublin          | Irlandia                 |
| 27 lipca 2009        | Croke Park                      | The Script, Bell X1              | Dublin          | Irlandia                 |
| 31 lipca 2009        | Stadion Ullevi                  | Snow Patrol                      | Göteborg        | Szwecja                  |
| 1 sierpnia 2009      | Stadion Ullevi                  | Snow Patrol                      | Göteborg        | Szwecja                  |
| 3 sierpnia 2009      | Veltins-Arena                   | Snow Patrol                      | Gelsenkirchen   | Niemcy                   |
| 6 sierpnia 2009      | Stadion Śląski                  | Snow Patrol                      | Chorzów         | Polska                   |
| 9 sierpnia 2009      | Stadion Maksimir                | Snow Patrol, The Hours           | Zagrzeb         | Chorwacja                |
| 10 sierpnia 2009     | Stadion Maksimir                | Snow Patrol, The Hours           | Zagrzeb         | Chorwacja                |
| 14 sierpnia 2009     | Stadion Wembley                 | Elbow, The Hours                 | Londyn          | Anglia                   |
| 15 sierpnia 2009     | Stadion Wembley                 | Glasvegas, The Hours             | Londyn          | Anglia, Wielka Brytania  |
| 18 sierpnia 2009     | Hampden Park                    | Glasvegas, The Hours             | Glasgow         | Szkocja, Wielka Brytania |
| 20 sierpnia 2009     | Don Valley Stadium              | Elbow, The Hours                 | Sheffield       | Anglia, Wielka Brytania  |
| 22 sierpnia 2009     | Millennium Stadium              | Glasvegas, The Hours             | Cardiff         | Walia, Wielka Brytania   |
| 12 września 2009     | Soldier Field                   | Snow Patrol                      | Chicago         | Stany Zjednoczone        |
| 13 września 2009     | Soldier Field                   | Snow Patrol                      | Chicago         | Stany Zjednoczone        |
| 16 września 2009     | Rogers Centre                   | Snow Patrol                      | Toronto         | Kanada                   |
| 17 września2009      | Rogers Centre                   | Snow Patrol                      | Toronto         | Kanada                   |
| 20 września 2009     | Gillette Stadium                | Snow Patrol                      | Boston          | Stany Zjednoczone        |
| 21 września 2009     | Gillette Stadium                | Snow Patrol                      | Boston          | Stany Zjednoczone        |
| 23 września 2009     | Giants Stadium                  | Muse                             | East Rutherford | Stany Zjednoczone        |
| 24 września 2009     | Giants Stadium                  | Muse                             | East Rutherford | Stany Zjednoczone        |
| 29 września 2009     | FedEx Field                     | Muse                             | Waszyngton      | Stany Zjednoczone        |
| 1 października 2009  | Scott Stadium                   | Muse                             | Charlottesville | Stany Zjednoczone        |
| 3 października 2009  | Carter-Finley Stadium           | Muse                             | Raleigh         | Stany Zjednoczone        |
| 6 października 2009  | Georgia Dome                    | Muse                             | Atlanta         | Stany Zjednoczone        |
| 9 października 2009  | Raymond James Stadium           | Muse                             | Tampa           | Stany Zjednoczone        |
| 12 października 2009 | Cowboys Stadium                 | Muse                             | Arlington       | Stany Zjednoczone        |
| 14 października 2009 | Reliant Stadium                 | Muse                             | Houston         | Stany Zjednoczone        |
| 18 października 2009 | Oklahoma Memorial Stadium       | The Black Eyed Peas              | Norman          | Stany Zjednoczone        |
| 20 października 2009 | University of Phoenix Stadium   | Black Eyed Peas                  | Phoenix         | Stany Zjednoczone        |
| 23 października 2009 | Sam Boyd Stadium                | Black Eyed Peas                  | Las Vegas       | Stany Zjednoczone        |
| 25 października 2009 | Rose Bowl                       | Black Eyed Peas                  | Los Angeles     | Stany Zjednoczone        |
| 28 października 2009 | BC Place Stadium                | Black Eyed Peas                  | Vancouver       | Kanada                   |

### Piosenki grane podczas pierwszej części trasy
Źródło:

#### Piosenki grane w całości

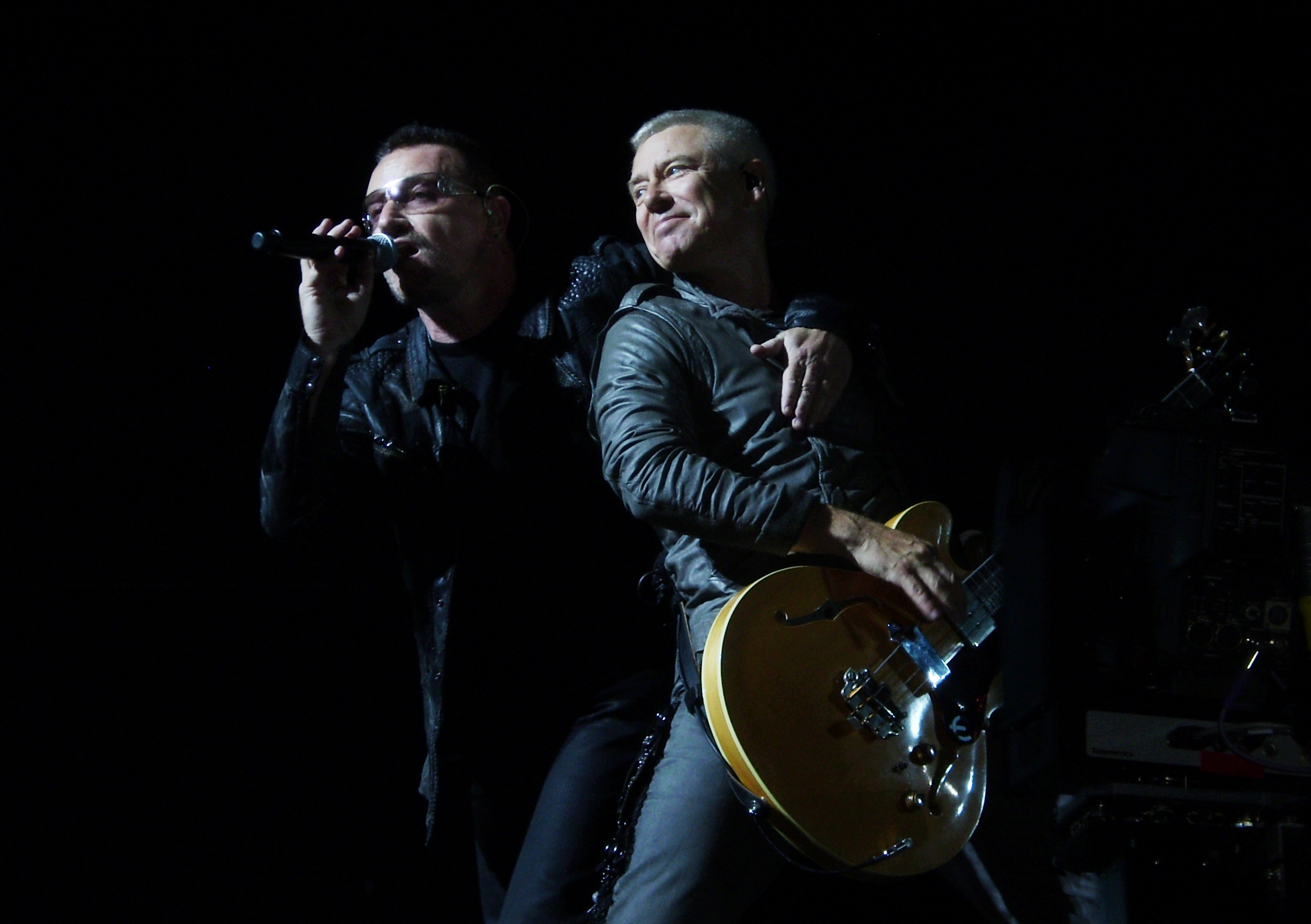
Bono i Adam Clayton w trakcie wykonania Until the End of the World

| - Beautiful Day (44 razy) - City of Blinding Lights (44 razy) - Get on Your Boots (44 razy) - Magnificent (44 razy) - MLK (44 razy) - Moment of Surrender (44 razy) - No Line On The Horizon (44 razy) - One (44 razy) - Sunday Bloody Sunday (44 razy) - Ultra Violet (Light My Way) (44 razy) - Vertigo (44 razy) - Walk On (44 razy) - Where the Streets Have No Name (44 razy) - With or Without You (44 razy) - Breathe (43 razy) - The Unforgettable Fire (42 razy) - Unknown Caller (42 razy) - I’ll Go Crazy If I Don’t Go Crazy Tonight (Remix) (41 razy) - I Still Haven’t Found What I’m Looking For (40 razy) - Stuck in a Moment You Can’t Get Out Of (28 razy) - Elevation (27 razy) | - Mysterious Ways (25 razy) - Pride (In the Name of Love) (25 razy) - Until The End Of The World (14 razy) - In a Little While (12 razy) - Desire (10 razy) - Stay (Faraway, So Close!) (10 razy) - New Year’s Day (7 razy) - Your Blue Room (7 razy) - Angel of Harlem (6 razy) - Bad (6 razy) - Electrical Storm (5 razy) - Happy Birthday (3 razy) - I’ll Go Crazy If I Don’t Go Crazy Tonight (3 razy) - Party Girl (2 razy) - Stand By Me (1 raz) - The Auld Triangle (1 raz) |

#### Piosenki grane fragmentarycznie
- You’ll Never Walk Alone[5]
- Don’t Stop ’Til You Get Enough
- Movin' On Up
- All You Need Is Love
- Blackbird[5]
- Here Comes The Sun
- Rock The Casbah[5]
- Reverend Black Grape
- Two Tribes[5]
- 40
- Let’s Dance
- Stand By Me[5]
- Billie Jean
- Man In The Mirror
- Fool To Cry
- Break On Through
- Oliver's Army
- Rain
- She Loves You
- A Day Without Me
- Discothèque
- Acquiesce
- Dickes B.
- Dubravka
- Fuck You, It’s Over
- Get Up Stand Up
- Happy Birthday
- London Bridge Is Falling Down
- London Calling
- Mensch
- Norwegian Wood
- Shine Like Stars
- Amsterdam
- Birthday[5]
- Do You Remember Rock ’n’ Roll Radio?
- Drowning Man
- Flower Of Scotland
- Follow The Yellow Brick Road
- Gloria
- Have You Seen Your Mother, Baby, Standing in the Shadow?
- Hen Wlad Fy Nhadau
- I Predict A Riot
- I’ll Go Crazy If I Don’t Go Crazy Tonight
- Mazurek Dąbrowskiego[5]
- Miss Sarajevo
- Mothers of the Disappeared
- Pour Some Sugar On Me
- Relax
- Rock And Roll
- Sgt. Pepper’s Lonely Hearts Club Band
- She’s A Mystery To Me
- That's The Way (I Like It)
- The Whole Of The Moon[5]
- Thunderstruck
- Unchained Melody
- Up On The Catwalk
- We Are Family

W czasie tej części trasy, U2 grało piosenki z następujących albumów (piosenki fragmentaryczne nie są uwzględniane):
- No Line on the Horizon (Breathe, No Line on the Horizon, Moment of Surrender, Unknown Caller, Get on Your Boots, Magnificent, I'll Go Crazy If I Don’t Go Crazy Tonight);
- All That You Can’t Leave Behind (Beautiful Day, Elevation, In a Little While, Stuck in a Moment And You Can't Out Of, Walk On);
- Achtung Baby (One, Ultra Violet, Mysterious Ways, Until the End of The World);
- The Unforgettable Fire (Bad, MLK, Pride (In the Name of Love), The Unforgettable Fire);
- The Joshua Tree (Where the Streets Have No Name, With or Without You, I Still Haven’t Found What I’m Looking For);
- How to Dismantle an Atomic Bomb (Vertigo, City of Blidning Lights);
- Rattle and Hum (Angel of Harlem, Desire);
- Staring at the sun (Your Blue Room);
- War (New Year’s Day, Sunday Bloody Sunday);
- Zooropa (Stay (Faraway, So Close!))

## Druga część trasy
| Data koncertu       | Stadion                    | Support                | Miasto        | Kraj          |
| ------------------- | -------------------------- | ---------------------- | ------------- | ------------- |
| 6 sierpnia 2010     | Stadio Olimpico            | Kasabian               | Turyn         | Włochy        |
| 10 sierpnia 2010    | Commerzbank-Arena          | Kasabian               | Frankurt      | Niemcy        |
| 12 sierpnia 2010    | AWD-Arena                  | Kasabian               | Hanower       | Niemcy        |
| 15 sierpnia 2010    | CASA Arena                 | Snow Patrol            | Horsens       | Dania         |
| 16 sierpnia 2010    | CASA Arena                 | Snow Patrol            | Horsens       | Dania         |
| 20 sierpnia 2010    | Stadion Olimpijski         | Razorlight             | Helsinki      | Finlandia     |
| 21 sierpnia 2010    | Stadion Olimpijski         | Razorlight             | Helsinki      | Finlandia     |
| 25 sierpnia 2010    | Łużniki                    | Snow Patrol            | Moskwa        | Rosja         |
| 30 sierpnia 2010    | Ernst-Happel-Stadion       | OneRepublic            | Wiedeń        | Austria       |
| 3 września 2010     | Stadion Olimpijski         | Awiw Gefen Snow Patrol | Ateny         | Grecja        |
| 6 września 2010     | Atatürk Olimpiyat Stadyumu | Snow Patrol            | Stambuł       | Turcja        |
| 11 września 2010    | Letzigrund Stadion         | OneRepublic            | Zurych        | Szwajcaria    |
| 12 września 2010    | Letzigrund Stadion         | OneRepublic            | Zurych        | Szwajcaria    |
| 15 września 2010    | Olympiastadion             | OneRepublic            | Monachium     | Niemcy        |
| 18 września 2010    | Stade de France            | Interpol               | Paryż         | Francja       |
| 22 września 2010    | Stade Roi Baodouin         | Interpol               | Bruksela      | Belgia        |
| 23 września 2010    | Stade Roi Baodouin         | Interpol               | Bruksela      | Belgia        |
| 26 września 2010    | Estadio Anoeta             | Interpol               | San Sebastián | Hiszpania     |
| 30 września 2010    | Estadio La Cartuja         | Interpol               | Sewilla       | Hiszpania     |
| 2 października 2010 | Estádio Cidade de Coimbra  | Interpol               | Coimbra       | Portugalia    |
| 3 października 2010 | Estádio Cidade de Coimbra  | Interpol               | Coimbra       | Portugalia    |
| 8 października 2010 | Stadio Olimpico            | Interpol               | Rzym          | Włochy        |
| 25 listopada 2010   | Mount Smart Stadium        | Jay-Z                  | Auckland      | Nowa Zelandia |
| 1 grudnia 2010      | Etihad Stadium             | Jay-Z                  | Melbourne     | Australia     |
| 8 grudnia 2010      | Suncorp Stadium            | Jay-Z                  | Brisbane      | Australia     |
| 13 grudnia 2010     | ANZ Stadium                | Jay-Z                  | Sydney        | Australia     |
| 18 grudnia 2010     | Subiaco Oval               | Jay-Z                  | Perth         | Australia     |

## Trzecia część trasy
| Data koncertu   | Stadion                         | Support                   | Miasto          | Kraj              |
| --------------- | ------------------------------- | ------------------------- | --------------- | ----------------- |
| 21 maja 2011    | Invesco Field                   | The Fray                  | Denver          | Stany Zjednoczone |
| 24 maja 2011    | Rice-Eccles Stadium             | The Fray                  | Salt Lake City  | Stany Zjednoczone |
| 1 czerwca 2011  | Commonwealth Stadium            | The Fray                  | Edmonton        | Kanada            |
| 4 czerwca 2011  | Qwest Field                     | Lenny Kravitz             | Seattle         | Stany Zjednoczone |
| 7 czerwca 2011  | Oakland-Alameda County Coliseum | Lenny Kravitz             | Oakland         | Stany Zjednoczone |
| 17 czerwca 2011 | Angel Stadium                   | Lenny Kravitz             | Anaheim         | Stany Zjednoczone |
| 18 czerwca 2011 | Angel Stadium                   | Lenny Kravitz             | Anaheim         | Stany Zjednoczone |
| 27 czerwca 2011 | Spartan Stadium                 | Florence and the Machine  | East Lansing    | Stany Zjednoczone |
| 29 czerwca 2011 | Sun Life Stadium                | Florence and the Machine  | Miami           | Stany Zjednoczone |
| 5 lipca 2011    | Soldier Field                   | Interpol                  | Chicago         | Stany Zjednoczone |
| 8 lipca 2011    | Hippodrome de Montréal          | Interpol                  | Montreal        | Kanada            |
| 9 lipca 2011    | Hippodrome de Montréal)         | Interpol                  | Montreal        | Kanada            |
| 11 lipca 2011   | Rogers Centre                   | Interpol                  | Toronto         | Kanada            |
| 14 lipca 2011   | Lincoln Financial Field         | Interpol                  | Filadelfia      | Stany Zjednoczone |
| 20 lipca 2011   | MetLife Stadium                 | Interpol                  | East Rutherford | Stany Zjednoczone |
| 23 lipca 2011   | TCF Bank Stadium                | Interpol                  | Minneapolis     | Stany Zjednoczone |
| 26 lipca 2011   | Heinz Field                     | Interpol                  | Pittsburgh      | Stany Zjednoczone |
| 30 lipca 2011   | Magnetic Hill Concert Site      | Reeve Carney, Arcade Fire | Moncton         | Kanada            |

| L.P | Liczba koncertów | Nazwa kraju       | Miasta |
| --- | ---------------- | ----------------- | --- |
| 1   | 27               | Stany Zjednoczone | Atlanta (1) Boston (2) Charlottesville (1) Chicago (3) Dallas (1) Denver (1) East Lansing (1) Filadelfia (1) Houston (1) Las Vegas (1) Los Angeles (1) Miami (1) Minneapolis (1) Norman (1) Nowy Jork (1) Oakland (1) Phoenix (1) Raleigh (1) Rutherford (2) Salt Lake City (1) Seattle (1) Tampa (1) Waszyngton (1) |
| 2   | 9                | Kanada            | Anaheim (2) Edmonton (1) Montreal (2) Toronto (3) Vancouver (1) |
| 3   | 5                | Wielka Brytania   | Londyn (2) Cardiff (1) Glasgow (1) Sheffield (1) |
| 4   | 4                | Niemcy            | Berlin (1) Frankfurt (1) Hannower (1) Monachium (1) |
| 5   | 4                | Francja           | Paryż (3) Nicea (1) |
| 6   | 4                | Hiszpania         | Barcelona (2) San Sebastián (1) Sewilla (1) |
| 7   | 4                | Włochy            | Mediolan (2) Rzym (1) Turyn (1) |
| 8   | 4                | Australia         | Brisbane (1) Melbourne (1) Perth (1) Sydney (1) |
| 9   | 3                | Irlandia          | Dublin (3) |
| 10  | 2                | Holandia          | Amsterdam (2) |
| 11  | 2                | Szwecja           | Göteborg (2) |
| 12  | 2                | Finlandia         | Helsinki (2) |
| 13  | 2                | Chorwacja         | Zagrzeb (2) |
| 14  | 2                | Dania             | Horsens (2) |
| 15  | 2                | Szwajcaria        | Zurych (2) |
| 16  | 2                | Belgia            | Bruksela (2) |
| 17  | 2                | Portugalia        | Coimbra (2) |
| 18  | 1                | Polska            | Chorzów (1) |
| 19  | 1                | Turcja            | Stambuł (1) |
| 20  | 1                | Grecja            | Ateny (1) |
| 21  | 1                | Austria           | Wiedeń (1) |
| 22  | 1                | Rosja             | Moskwa (1) |
| 23  | 1                | Nowa Zelandia     | Auckland (1) |